# Каллиппа
Каллиппа (др.-греч. Καλλίππα) — наложница македонского царя Персея; позже наложница или жена Афинея, сына пергамского царя Аттала I. Оказала поддержку авантюристу Андриску, благодаря которой последний смог найти союзников среди фракийцев и на короткое время стать правителем Македонии.

## Происхождение и ранние годы
Точное происхождение Каллиппы неизвестно. Исследователь Юрий Кузьмин указывал, что её имя редкое и аристократическое. По его мнению, Каллиппа принадлежала к аристократическому македонскому роду Гиппостратов-Каллиппов из Берои. Кузьмин предполагал, что женщина была дочерью гегемона Гиппострата, одного из полководцев царя Антигона III Досона. Таким образом, её братом был Каллипп, политарх Берои, которого некоторые исследователи считали тождественным одноимённому наварху царя Персея. По мнению Джона Грейнжера, Каллиппа принадлежала к старой македонской элите и была дочерью уже упомянутого полководца Каллиппа. Другое мнение на этот вопрос имел исследователь Даниэль Огден, который считал Каллиппу гетерой.
Диодор Сицилийский называл Каллиппу наложницей царя Персея. Слово др.-греч. παλλακίς не указывало на подчинённое положение женщины, а только, что связь была вне брака. Неизвестно, когда именно эта связь продолжалась: до женитьбы царя на селевкидской царевне Лаодике или во время брака. Даниэль Огден считал, что Каллиппа родила от царя сына — Андриска.
Кузьмин предполагал, что после поражения Персея в Третьей Македонской войне Каллиппа могла познакомиться с пергамским полководцем Афинеем, который принадлежал к роду Атталидов, правителей Пергама. Он был младшим сыном царя Аттала I Сотера и братом следующих правителей, Эвмена II и Аттала II. Афиней принимал участие в войне, как один из руководителей пергамских войск, а затем сопровождал римского военачальника Луция Эмилия Павла во время его путешествия по Греции.
Вопрос о статусе отношений Каллиппы и Афинея остается дискуссионным. Среди западных исследователей встречается мнение, что Каллиппа вышла замуж за Афинея. По мнению исследовательницы Элизабет Косметатоу, за браком Каллипы и Афинея стояла не любовь, а стремление Атталидов расширить свои владения за счет бывших территорий Македонии. Однако, российский исследователь Юрий Кузьмин утверждал, что из показаний Диодора не понятно какой статус имела Каллиппа: она могла снова стать наложницей или же вышла замуж за пергамского царевича.

## Встреча с Андриском
Примерно в 150—149 годах до н. э., в Пергаме, некий арфист Николай организовал встречу Каллиппы со своим товарищем Андриском. Последний утверждал, что он выживший сын македонского царя Персея — Филипп. Андриск уже несколько лет странствовал по миру и искал союзников для возвращения отцовского царства, уничтоженного римлянами. Его несколько раз арестовывали, но потом отпускали, потому что римляне не видели в нём угрозы. Каллиппа первой признала Андриска сыном Персея, она дала претенденту царское одеяние, диадему, деньги и двух рабов. Кузьмин указывал на важность этого события и называл его «фактическим благословением на царствование». Также Каллиппа посоветовала Андриску обратиться к фракийскому царю Тересу, который был женат на сестре Персея. Он воспользовался советом и вскоре захватил Македонию с помощью фракийских союзников, что повлекло Четвёртую Македонскую войну.
Вопрос о мотивах Каллиппы и насколько она действовала самостоятельно, остаётся дискуссионными. По мнению Юрия Кузьмина, Каллиппа действовала как частное лицо, потому что царь Аттал II был не заинтересован в возрождении Македонии и позже принимал участие в войне с Андриском. Олег Климов предполагал, что Афиней и его царственный брат знали о контактах Андриска с Каллиппой, поскольку последняя не могла действовать совершенно скрытно. Джон Грейнжер считал, что Афиней с женой принадлежали к антиримскому течению в пергамской политике. Ещё Каллиппа как македонянка могла иметь ностальгические чувства к временам независимости Македонии. Также исследователь указывал, что десять лет назад пергамский правитель поддержал в похожей ситуации другого претендента — Александра Баласа. Даниэль Огден считал, что жена пергамского царевича могла поддержать представителя династии Антигонидов, неважно настоящего или самозванца, только в исключительной ситуации. Поэтому исследователь предположил, что Каллиппа была матерью Андриска, а сам претендент был настоящим сыном царя.